# Йорріт Бергсма
Йорріт Бергсма (нід. Jorrit Bergsma; нар. 1 лютого 1986, Алдебоарн, Нідерланди) — нідерландський ковзаняр. Олімпійський чемпіон 2014 року на дистанції 10000 м, дворазовий срібний призер чемпіонатів світу на окремих дистанціях (2012 — 10 000 метрів, 2013 — 5000 метрів). Чемпіон Нідерландів та Казахстану на 5000 метрів, переможець етапів кубка світу на 5000 і 10000 метрів.

## Біографія
У сезоні 2009/2010 не зумівши відібратися до складу збірної на Олімпіаду у Ванкувері, спробував отримати громадянство та виступити під прапором Казахстану. 2010 року виграв на 5000 м чемпіонат Казахстану на окремих дистанціях, який проводився в Челябінську та відібрався на Кубок світу. Міжнародна федерація ковзанярів заборонила йому виступити під Казахстанським прапором та Бергсма не зміг взяти участі в Олімпіаді.
У сезоні 2010/2011 став дворазовим бронзовим призером чемпіонату Нідерландів — на 5000 і на 10 000 метрів. Один раз ставав третім на етапі Кубка світу.
У листопаді 2011 року виграв 5000 метрів та посів 2-е місце на 10 000 метрів на чемпіонаті Нідерландів на окремих дистанціях. У Кубку світу 2011/ 2012 на перших трьох етапах регулярно піднімався на п'єдестал, вигравши 5000 метрів в Челябінську, завоювавши «срібло» в Астані на 5000 м і виграв 10 000 в Геренвені.
Крім стадіонних змагань брав участь у змаганнях на природному льоді, в 2010 і 2012 роках виграв Нідерландський марафон на 100 км, що проводиться на замерзлій річці.
У 2012 році став срібним призером чемпіонату світу на дистанції 10000 м.
Сезон 2012/2013 розпочав з перемоги на дистанції 10000 метрів та бронзи на 5000 м на чемпіонаті Нідерландів з окремих дистанцій.

### Особисте життя
Одружений з американською ковзаняркою Гезер Бергсмою.